# 硫化锌
硫化锌（化学式：ZnS）是锌的硫化物，为白色至黄色粉末或晶体，难溶于水，会因α粒子的照射而发光，主要以闪锌矿和纤锌矿的形式存在。这两种结构都为宽禁带半导体材料，在光电子器件中有广泛应用。闪锌矿结构为立方晶系，在300K时的禁带宽度为3.54eV；纤锌矿结构为六方晶系，禁带宽度为3.91eV。纯的闪锌矿型会在1020°C时转变为纤锌矿型，但杂质的存在会使温度降低。
硫原子在闪锌矿中为立方紧密堆积，在纤锌矿中为六方紧密堆积；两种情况下，锌原子都占一半的四面体空隙。

## 制备
硫化锌可通过向含Zn2+的溶液中通入硫化氢，并控制pH为3得到。
Zn2+ + H2S → ZnS↓ + 2 H+
单质化合也会产生硫化锌。
Zn + S → ZnS
黄原酸锌在氨性条件下的热分解也能得到硫化锌。

## 化学性质

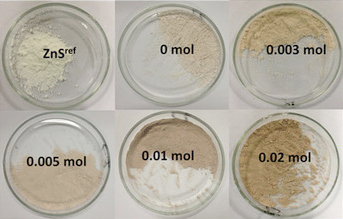
含有不同浓度硫空位的硫化锌粉末。

硫化锌和卤素反应，生成卤化锌和硫或卤化硫。

## 用途
硫化锌主要用作颜料和填料，硫化锌和硫酸钡的混合物俗称锌钡白或立德粉，是一种很常用的白色颜料，不过已被钛白粉所大量取代。硫化锌也可用作光学材料和荧光粉的发光成分。另外早期的夜視儀也有大量使用。